# كين مكدونالد (سياسي)
كين مكدونالد هو سياسي كندي، ولد في 1 يونيو 1959 في كندا. حزبياً، نشط في الحزب الليبرالي الكندي. وقد انتخب عضو مجلس العموم الكندي عن دائرة Avalon (electoral district) ‏ وقد انضم خلال فترته النيابية ‏ للكتلة البرلمانية الحزب الليبرالي الكندي وانتخب عمدة Conception Bay South ‏ (24 سبتمبر 2013 – ).

## وصلات خارجية
- الموقع الرسمي